# سلطان العيسى
سلطان عبد العزيز العيسى مواليد 30 يونيو 2005 في السعودية، هو لاعب كرة قدم سعودي يلعب لنادي الحزم.

## مسيرة اللاعب
لعب في الفئات السنية في نادي النصر وانتقل إلى نادي الحزم في عام 2023.